# Killer Cuts
Killer Cuts es un Soundtrack en formato de Disco Compacto de Audio (CD-DA) incluido en el pack de Killer Instinct Set de la consola de Videojuegos Super Nintendo (Edición Norteamericana) lanzado el 30 de agosto de 1995 hecho por Rareware. Es una de las pocas ediciones que incluía de regalo este CD como también el Donkey Kong Country Set que incluía al Igual que Killer Instinct Set su Soundtrack llamado DK Jamz.
El CD venía en un sobre con el arte de Killer Instinct con el personaje Spinal de dicho Videojuego en la portada y la lista de temas en el reverso envuelto en bolsa de celofán transparente, los temas de música electrónica incluía la mayoría de los temas del videojuego producido en un estudio de grabación con sintetizadores por lo que no eran los mismos temas originales contenidos en el Juego de Super Nintendo compuestos por Robin Beanland y Graeme Norgate

## Lista de temas
- 01 K.I. Feeling (Orchid's stage remix)
- 02 The Way U Move
- 03 Controlling Transmission (Glacius' stage remix)
- 04 Oh Yeah (Thunder's stage remix)
- 05 It's A Jungle
- 06 Do It Now! (Jago's stage remix)
- 07 Full-bore (Fulgore's stage remix)
- 08 The Instinct
- 09 Yo Check This Out! (Combo's stage remix)
- 10 Freeze (Street stage remix)
- 11 Trailblazer (Cinder's stage remix)
- 12 Tooth & Claw (Sabrewulf's stage remix)
- 13 Ya Ha Haa (Spinal's stage remix)
- 14 Rumble (Riptor's stage remix)
- 15 The Extreme (Eyedol's stage remix)
- 30 Humiliation

(Las pistas 16-29 son pistas en blanco que duran cuatro segundos cada una (56 segundos en total) que conducen a la pista oculta 30, "Humiliation" (0:39).)
- Datos: Q6407465